# Pic de Neige Cordier
Il Pic de Neige Cordier è una montagna delle Alpi del Delfinato alta 3614 m s.l.m.; appartiene al massiccio des Écrins.
Prende il nome dall'alpinista francese Henri Cordier.

## Caratteristiche
Il versante sud della montagna scende nel Glacier Blanc mentre quello nord-est scende nel Glacier d'Arsine.

## Salita alla vetta
La salita, riservata ad alpinisti equipaggiati, è piuttosto facile. Raggiunto il rifugio del Glacier Blanc si percorre il ghiacciaio omonimo, salendo poi per un largo e breve canale di neve, (35° di pendenza) fino alla cresta rocciosa, che si segue con brevi passaggi di I grado fino in vetta.